# ليسبورغ (فيرجينيا)
ليسبورغ (بالإنجليزية: Leesburg, Virginia)‏ هي بلدة أمريكية تقع في الولايات المتحدة في مقاطعة لاودون (فيرجينيا). يقدر عدد سكانها بـ 47,673 نسمة ومساحتها 32.3 كم2 وترتفع عن سطح البحر 104 متر.

## أعلام
- هيو إتش بريكينريدغ
- ديلان أفيري
- توماس دبليو. هاريسون
- لويس نيكسون
- فيليب سانت جورج كوكي
- جورج س. ماكغي
- تشارلز بينكني جيمس
- راسيل بيكر
- آن ديفيز
- س. مالكوم واتكينز